# John Carl Murchie
John Carl Murchie, CB, CBE, CD (* 7. Juni 1895 in Edmundston, Madawaska County, New Brunswick; † 5. März 1966 in Ottawa, Ontario) war ein kanadischer Offizier, der als Generalleutnant zwischen 1944 und 1945 Chef des Generalstabes des Heeres war.

## Leben
John Carl Murchie absolvierte nach dem Schulbesuch eine Offiziersausbildung am Royal Military College of Canada in Kingston und nahm nach dessen Abschluss 1915 als Angehöriger des Heeres in Frankreich am Ersten Weltkrieg teil. Er fand danach verschiedene Verwendungen als Offizier der Miliz und wurde am 26. Juni 1925 zum Hauptmann sowie am 1. April 1935 mit rückwirkender Wirkung vom 26. Juni 1930 zum Major befördert. Er fungierte zwischen dem 1. Januar und dem 30. November 1939 als Generalstabsoffizier Ersten Grades im Hauptquartier für Nationale Verteidigung, in dem er nach seiner Beförderung zum Oberstleutnant am 1. Dezember 1939 zu Beginn des Zweiten Weltkrieges im Jahr 1940 zunächst Direktor für militärische Operationen wurde. In dieser Verwendung erfolgte am 13. Mai 1940 seine Beförderung zum Oberst sowie im Anschluss 1941 seine Ernennung zum Direktor für militärische Ausbildung und Stabsdienste im Hauptquartier für Nationale Verteidigung. Nachdem ihm 24. Februar 1941 der vorübergehende Dienstgrad eines Brigadegenerals verliehen wurde, wurde er ins Vereinigte Königreich entsandt und war dort zwischen dem 24. Januar 1941 und dem 14. Februar 1942 Brigadegeneral im Stab des dortigen Militärischen Hauptquartier Kanadas.
Nach seiner Rückkehr wurde Murchie am 15. Februar 1942 zum Generalmajor befördert und fungierte vom 15. Februar 1942 bis zum 2. Mai 1945 als Vize-Chef des Generalstabes des Heeres. Daneben war er in Personalunion zwischen dem 1. Juni und dem 2. September 1942 auch Kommandierender General des Heereskommandos Pazifik. Am 3. Mai 1944 löste er Generalleutnant Kenneth Stuart im Hauptquartier für Nationale Verteidigung als Chef des Generalstabes des Heeres ab und verblieb auf diesem Posten bis zum 20. August 1945, woraufhin Generalleutnant Charles Foulkes seine Nachfolge antrat. Am 2. Juni 1943 wurde er Commander des Order of the British Empire (CBE). Am 3. Mai 1944 erfolgte seine Beförderung zum Generalleutnant. Er wurde zudem am 1. Januar 1945 Companion des Order of the Bath (CB).
Nach Kriegsende wurde Generalleutnant Murchie abermals nach Großbritannien entsandt, wo er zwischen 1946 und seinem Eintritt in den Ruhestand 1946 noch Chef des Stabes des Kanadischen Militärischen Hauptquartiers war. Seine 1920 geschlossene Ehe mit Sybil Kirkpatrick blieb kinderlos.